# Bertrams hotel
Bertrams hotel (original titel: At Bertram's Hotel) er en kriminalroman af Agatha Christie, der først blev udgivet i Storbritannien af Collins Crime Club den 15. november 1965 og i USA af Dodd, Mead and Company i 1966. I romanen efterforskerchefinspektør Fred Davy et eksklusivt hotel, hvor der sker underlige hændelser. Blandt hotellets gæster er Christies populære karakter Miss Marple; "At Bertram's Hotel" blev markedsført som en Miss Marple-roman, på trods af at Marple kun optræder i få kapitler og har en passiv rolle i efterforskningen.